# Демонстрації в Грузії (1978)
Демонстрації в Грузії (14 квітня 1978) — масові протести грузинської інтелігенції та інших активістів, в першу чергу в столиці Грузинської РСР Тбілісі.

## Події
1977 року була прийнята нова конституція СРСР і в республіках почали готуватися нові проєкти конституцій. У 1978 році в грузинській російськомовній газеті «Заря Востока» була опублікована стаття 75 проекту конституції Грузинської РСР такого змісту:
«Грузинська РСР забезпечує використання в державних і громадських органах, культурних та інших установах російської мови та здійснює всебічну турботу про її розвиток.

В Грузинській РСР на основі рівноправності забезпечується вільне використання в усіх органах і установах російської, а також інших мов, якими користується населення.

Будь-які привілеї чи обмеження у використанні тих чи інших мов не допускаються.»Оригінальний текст (рос.)
«Грузинская ССР обеспечивает употребление в государственных и общественных органах, культурных и других учреждениях русского языка и осуществляет всемерную заботу о его развитии.

В Грузинской ССР на основе равноправия обеспечивается свободное употребление во всех органах и учреждениях русского, а также других языков, которыми пользуется население.

Какие-либо привилегии или ограничения в употреблении тех или иных языков не допускаются.»
У чинній на той момент конституції 1937 року стаття про мову звучала так:
«Державною мовою Грузинської РСР є грузинська мова.

Національним меншинам, що населяють територію Грузинської РСР, забезпечується право вільного розвитку й використання рідної мови як у своїх культурних, так і державних установах.»Оригінальний текст (рос.)
«Государственным языком Грузинской ССР является грузинский язык.

Национальным меньшинствам, населяющим территорию Грузинской ССР, обеспечивается право свободного развития и употребления родного языка как в своих культурных, так и государственных учреждениях.»
Таким чином, у разі прийняття зазначеної вище редакції грузинська мова втратила б статус державної мови Грузинської РСР.
У середовищі студентів та викладачів пішли чутки, що грузинська мова за новою конституцією Грузії більше не буде державною. Мітинги не були спонтанними: дочка директора «Грузія-фільм» Резо Чхеїдзе, студентка Тбіліського університету Тамріко Чхеїдзе поширювала листівки із закликами вийти на демонстрацію.
Події були спровоковані бажанням грузинської інтелігенції зберегти в грузинської мови статус офіційної мови Грузії поряд із російською мовою. Двомовність і навіть багатомовність вже стала стандартною юридичною нормою в інших національних республіках і автономіях СРСР. Виняток із правила довгий час складали три закавказькі республіки. Модифікація конституції в Азербайджані не викликала активних протестів, ситуація у Вірменії була більш напруженою, але тільки в Грузії почалися масові протести, хоча статті конституції про державні мови закавказьких республік були ідентичними. Верховна Рада Грузії, а також партійний апарат республіки на чолі з Едуардом Шеварднадзе обережно, але досить наполегливо підтримали протести. У підсумку Шеварднадзе зачитав перед присутніми текст 75-ї статті нової конституції Радянської Грузії:
«Державною мовою Грузинської Радянської Соціалістичної Республіки є грузинська мова.

Грузинська РСР здійснює державну турботу про всебічний розвиток грузинської мови й забезпечує її використання в державних та громадських органах, установах культури, освіти та інших.

В Грузинській РСР забезпечується вільне використання в цих органах і установах російської та інших мов, якими користується населення.

Будь-які привілеї чи обмеження у використанні тих чи інших мов не допускаються.»Оригінальний текст (рос.)
«Государственным языком Грузинской Советской Социалистической Республики является грузинский язык.

Грузинская ССР осуществляет государственную заботу о всемерном развитии грузинского языка и обеспечивает его употребление в государственных и общественных органах, учреждениях культуры, просвещения и других.

В Грузинской ССР обеспечивается свободное употребление в этих органах и учреждениях русского и других языков, которыми пользуется население.
Какие-либо привилегии или ограничения в употреблении тех или иных языков не допускаются.»

## Наслідки
Грузинська мова залишилася єдиною державною в республіці.
Грузинські протести ускладнили відносини грузинської національної еліти з численними національними меншинами Грузії. У відповідь на демонстрації 29 березня 1978 року у декількох селах Гудаутського району Абхазії відбулися збори, на яких було підписано «Лист 130-ти» і знову пролунали вимоги припинити масове переселення грузинів на територію Абхазії. У результаті Абхазька АРСР у новій конституції отримала 3 офіційні мови: абхазька, грузинська і російська.

## Пам'ять
- 14 квітня в пострадянській Грузії відзначається як День рідної мови.